# Indiana Pacers 2014-2015
La stagione 2014-15 degli Indiana Pacers fu la 40ª nella NBA per la franchigia.
Gli Indiana Pacers arrivarono quarti nella Central Division della Eastern Conference con un record di 38-44, non qualificandosi per i play-off.

## Scelta draft
| Giro | Chiamata | Giocatore      | Ruolo | Nazionalità | College/Club    |
| ---- | -------- | -------------- | ----- | ----------- | --------------- |
| 2    | 57       | Louis Labeyrie | C     | Francia     | Paris-Levallois |

## Roster
| N° | Naz.                   | Ruolo | Sportivo           | Anno | Alt. | Peso \|\| |
| -- | ---------------------- | ----- | ------------------ | ---- | ---- | --------- |
| 0  | Stati Uniti (bandiera) | GA    | C.J. Miles         | 1987 | 198  | 105       |
| 2  | Stati Uniti (bandiera) | G     | Rodney Stuckey     | 1986 | 196  | 93        |
| 3  | Stati Uniti (bandiera) | G     | George Hill        | 1986 | 188  | 82        |
| 4  | Argentina (bandiera)   | A     | Luis Scola         | 1980 | 206  | 111       |
| 5  | Stati Uniti (bandiera) | A     | Lavoy Allen        | 1989 | 206  | 102       |
| 9  | Croazia (bandiera)     | A     | Damjan Rudež       | 1986 | 208  | 91        |
| 12 | Stati Uniti (bandiera) | G     | A.J. Price         | 1986 | 188  | 83        |
| 13 | Stati Uniti (bandiera) | GA    | Paul George        | 1990 | 208  | 100       |
| 15 | Stati Uniti (bandiera) | G     | Donald Sloan       | 1988 | 193  | 93        |
| 21 | Stati Uniti (bandiera) | A     | David West         | 1980 | 206  | 109       |
| 22 | Stati Uniti (bandiera) | A     | Chris Copeland     | 1984 | 206  | 107       |
| 28 | Francia (bandiera)     | C     | Ian Mahinmi        | 1986 | 211  | 104       |
| 32 | Stati Uniti (bandiera) | G     | C.J. Watson        | 1984 | 188  | 82        |
| 42 | Stati Uniti (bandiera) | AC    | Shayne Whittington | 1991 | 211  | 108       |
| 44 | Stati Uniti (bandiera) | A     | Solomon Hill       | 1991 | 201  | 100       |
| 55 | Stati Uniti (bandiera) | C     | Roy Hibbert        | 1986 | 218  | 126       |

### Staff tecnico
- Allenatore: Frank Vogel
- Vice-allenatori: Dan Burke, Popeye Jones, Nate McMillan
- Preparatore fisico: Shawn Windle
- Preparatore atletico: Josh Corbell
- Assistente preparatore atletico: Carl Eaton